# Nassau (Germania)
Nassau è una città di 4.713 abitanti della Renania-Palatinato, in Germania.

Appartiene al circondario (Landkreis) Rhein-Lahn-Kreis (targa EMS) ed è parte della comunità amministrativa (Verbandsgemeinde) di Bad Ems-Nassau.

## Storia
Da questo centro prese il nome il Casato di Nassau e fu inizialmente il capoluogo della loro Contea sovrana che fu poi frazionata fra i diversi rami della famiglia in contee che aggiunsero il nome della capitale a quello di Nassau (per esempio Nassau-Weilburg) poiché loro cognome e anche perché il centro originale della Contea di Nassau rimase possesso indiviso dei due rami principali della dinastia. 
Queste contee furono poi riunite a inizio Ottocento nel Ducato di Nassau (con capitale Wiesbaden) che fu annesso al Regno di Prussia nel 1866 per fare quindi parte della provincia di Assia-Nassau.
La maggior parte della regione storica di Nassau venne annessa dopo la seconda guerra mondiale al Land dell'Assia (di cui Wiesbaden divenne la capitale), ma per volere degli occupanti francesi la cittadina di Nassau  passò alla Renania-Palatinato.